# Sambatello
Sambatello è un quartiere di Reggio Calabria che, con il quartiere di Gallico, costituisce la IX Circoscrizione. Il quartiere di Sambatello è situato a nord di Reggio Calabria a 350 m sul livello del mare ed è abitato da circa 1500 persone. Sambatello è composto da altri due quartieri, Diminniti e San Giovanni di Sambatello.

## La Motta Rossa
Nei pressi di Sambatello, sorgeva anticamente la Motta Rossa, una delle quattro motte che circondavano la città Reggio Calabria: nel corso del XV secolo, durante le guerre tra Aragonesi e Angioini, tali motte erano a sostegno degli Angioini mentre la vicina Reggio era fedele agli Aragonesi.
Nel 1462, il re Ferdinando d'Aragona,  al fine di aiutare i Reggini e di controbilanciare la crescente influenza angioina, inviò il proprio figlio quattordicenne Alfonso Duca di Calabria a capo di un spedizione militare in Calabria. Tale spedizione, dopo vari successi militari fra cui la distruzione della Motta Anomeri, cinse d'assedio la Motta Rossa, ingaggiando con i suoi abitanti ferocissimi scontri a fuoco.
Un abitante della motta, tale Antonio detto "Gabbadio" per la sua dubbia morale, fingendo di voler lanciarsi in un'azione di sabotaggio dei cannoni nemici, uscì dal presidio della motta e si incontrò segretamente col Marchese di Crotone, uno dei più fedeli consiglieri del Duca di Calabria. Durante tale incontro Gabbadio accettò di tradire i propri concittadini dietro pagamento di un compenso in denaro, e successivamente fece rientro nella Motta Rossa, millantando il successo della sua azione di sabotaggio.
I Mottigiani, sentendo effettivamente tacere le artiglierie nemiche, credettero al Gabbadio e, festanti, abbassarono la guardia. Il clima di festa diede modo a Gabbadio di facilitare la scalata delle mura difensive ad un piccolo gruppo di aragonesi: tale gruppo di assalitori riuscì dunque ad aprire le porte della Motta Rossa, consentendo all'intero esercito aragonese di invadere la fortificazione.
La Motta Rossa fu rasa al suolo ed ai suoi cittadini fu vietato di ricostruire il paese sia nelle stesso sito che in qualunque altro luogo strategico: ormai raminghi, gli abitanti della Motta Rossa, piuttosto che unirsi alla nemica Reggio preferirono aggregarsi ai paesi limitrofi, fra cui Sambatello.